# 藤原季仲
藤原 季仲（ふじわら の すえなか）は、平安時代後期の公卿。藤原北家小野宮流、権中納言・藤原経季の子。官位は正二位・権中納言。

## 経歴
康平元年（1058年）従五位下に叙せられる。延久元年（1069年）に刑部少輔に任じられる。以後、少納言・右少弁・左少弁・左中弁を経て、寛治6年（1092年）に蔵人頭に任じられる。同8年（1094年）に参議兼左大弁に昇進、従三位に叙せられる。ついで正二位権中納言となり、大宰権帥を兼ねて現地に派遣された。
ところが、長治2年（1105年）、延暦寺末寺の筑前国大山寺竈門宮での濫行事件鎮圧のために宣旨を受けて現地に派遣されていた延暦寺の大衆の追捕に向かい、現地で交戦して日吉社神人を殺害して竈門宮の神輿を破壊した。これが京都に伝わると延暦寺大衆による強訴事件へと発展した。
そのため、朝廷は季仲を「謀大逆」の罪で捕えて周防国に配流、翌年には配所を常陸国に移した。また、子の刑部少輔懐季・少納言実明も解官された。その後、常陸国で出家して現地で死去した。
子・仲光の子に鎌倉時代初期の東国在地武士、毛呂季光がいる。

## 逸話
『平家物語』には、季仲の顔色が黒かったので「黒帥」と渾名されたと記されており、彼の日記『季仲卿記』も『玄記』という通称が付けられたという。

## 系譜
- 父：藤原経季
- 母：藤原邦恒の娘
- 妻：高階泰仲の娘
  - 男子：藤原懐季（?-1123）
  - 男子：藤原実明
- 妻：大池成助の娘
  - 男子：仲願
  - 男子：延覚
  - 男子：仲胤
- 生母不明の子女
  - 男子：藤原顕国
  - 男子：藤原仲光（或いは実明の子）
  - 男子：藤原季頼
  - 男子：覚善
  - 女子：源行宗室
  - 女子：源顕重室
  - 女子：